# Лапочка 3
«Лапочка 3» (англ. Honey 3: Dare to Dance) — американский драматический музыкальный фильм Билле Вудраффа 2016 года. Третий фильм в серии фильмов «Лапочка», хотя не связан персонажами с предыдущими фильмами. Был снят в Южной Африке. Вышел на Netflix и на видео.

## Сюжет
Американка Милеа учится в университете в Кейптауне в Южной Африке. В качестве своей дипломной работы она готовит хип-хоп-адаптацию пьесы Шекспира «Ромео и Джульетта». Ей помогает её парень Эрик, который сочиняет музыку. В какой-то момент девушку исключают из университета из-за большого долга за обучение. На учёбу она сможет вернуться, если погасит долг. Ради своей покойной матери Милеа не оставляет затею с пьесой. Она находит для репетиций заброшенный театр, выставленный на продажу. Девушка планирует поставить своё шоу в этом театре, а деньги, заработанные на продаже билетов, пустить на оплату долга за обучение.
Готовя пьесу, Милеа начинает считать, что её постановке чего-то не хватает. Ей советуют найти ещё одного хореографа, который своим свежим взглядом смог бы привнести что-то новое. Милеа бросает взгляд на уличную танцовщицу Ишани, которая хорошо танцует и имеет свою танцевальную команду. Ишани, однако, пренебрежительно относится к Милеа, считая её избалованной американкой, не знающей настоящей жизни улиц. Ранее у Ишани в бандитской разборке погиб брат. Милеа тем не менее склоняет Ишани на свою сторону, объяснив, что этой постановкой она помогает талантливой молодёжи их неблагополучного района, так как люди заняты делом, занимаясь танцами. Ишани в пьесе достаётся партия Тибальта. Попутно из-за травмы из постановки выбывает танцор, игравший Ромео, и на его место Милеа берёт Эрика, сама же она играет Джульетту.
В какой-то момент вся постановка рассыпается. Милеа на вечеринке знакомится с американским музыкантом и рэпером Тажем, которому рассказывает о своей работе и предлагает присоединиться. Для её пьесы это было бы удачной находкой, если бы в ней принял участие известный человек. Таким поворотом оказывается недоволен Эрик, который уже сам подготовил всю музыку. Попутно ему кажется, что Милеа неравнодушна к Тажу. Этим же обеспокоена и Ишани, которая уже давно сама питает чувства к Тажу. Ситуация устаканивается тогда, когда Таж проясняет свои чувства и признаётся в любви к Ишани. Именно из-за неё он в последнее время и ездил в ЮАР. Таж рекламирует постановку на радио во время своего интервью, чем привлекает к ней большое внимание.
Танцевальная пьеса проходит с большим аншлагом. Компания, которая выкупила здание заброшенного театра, сообщила, что не против, чтобы в нём размещалась танцевальная студия. Им пришлось пойти на такой шаг, чтобы не злить местных жителей и наоборот получить их поддержку.

## В ролях
- Кэсси Вентура — Милеа Мартин
- Кенни Вормолд — Эрик Уайлдвуд
- Дена Каплан — Надин
- Сибонгиле Мламбо — Ишани Мфеке
- Бобби Локвуд — Ласер
- Клэйтон Эвертсон — Таж
- Терри Солс — Таарик
- Стивен Джуббер — Эдуардо Диего
- Амброзе Арен — Дежон Белл
- Питер Батлер — дядя Саймон
- Эдриан Голли — мистер Сэмми Райт

## Выпуск и приём
Режиссёром фильма выступил Билле Вудрафф, снявший два предыдущих фильма серии. Третий фильм был снят в Южной Африке. Все танцоры в фильме, кроме нескольких главных героев, местные.
Фильм вышел 6 сентября 2016 года на Netflix, а также DVD и Blu-ray.
Рецензенты отмечали, что танцевальные номера могут вызвать интерес, но сам сюжет фильма скучный, а между Джульеттой и Ромео нет никакой химии.